# Mólos (ort i Grekland, Joniska öarna)
Mólos (Molos) är en ort i Grekland.   Den ligger i prefekturen Nomós Kerkýras och regionen Joniska öarna, i den västra delen av landet, 400 km nordväst om huvudstaden Aten. Mólos ligger 31 meter över havet och antalet invånare är 213.
Terrängen runt Mólos är huvudsakligen platt, men västerut är den kuperad. Havet är nära Mólos åt nordost.  Närmaste större samhälle är Igoumenitsa, 19,8 km öster om Mólos. 